# Zions Sogn
Zions Sogn ist eine Kirchspielsgemeinde (dän.: Sogn) im Hafengebiet von Esbjerg im südlichen Dänemark. Bis 1970 gehörte sie zur Harde Skast Herred im damaligen Ribe Amt, danach zur Esbjerg Kommune im erweiterten Ribe Amt, die im Zuge der  Kommunalreform zum 1. Januar 2007 in der „neuen“  Esbjerg Kommune in der Region Syddanmark aufgegangen ist.

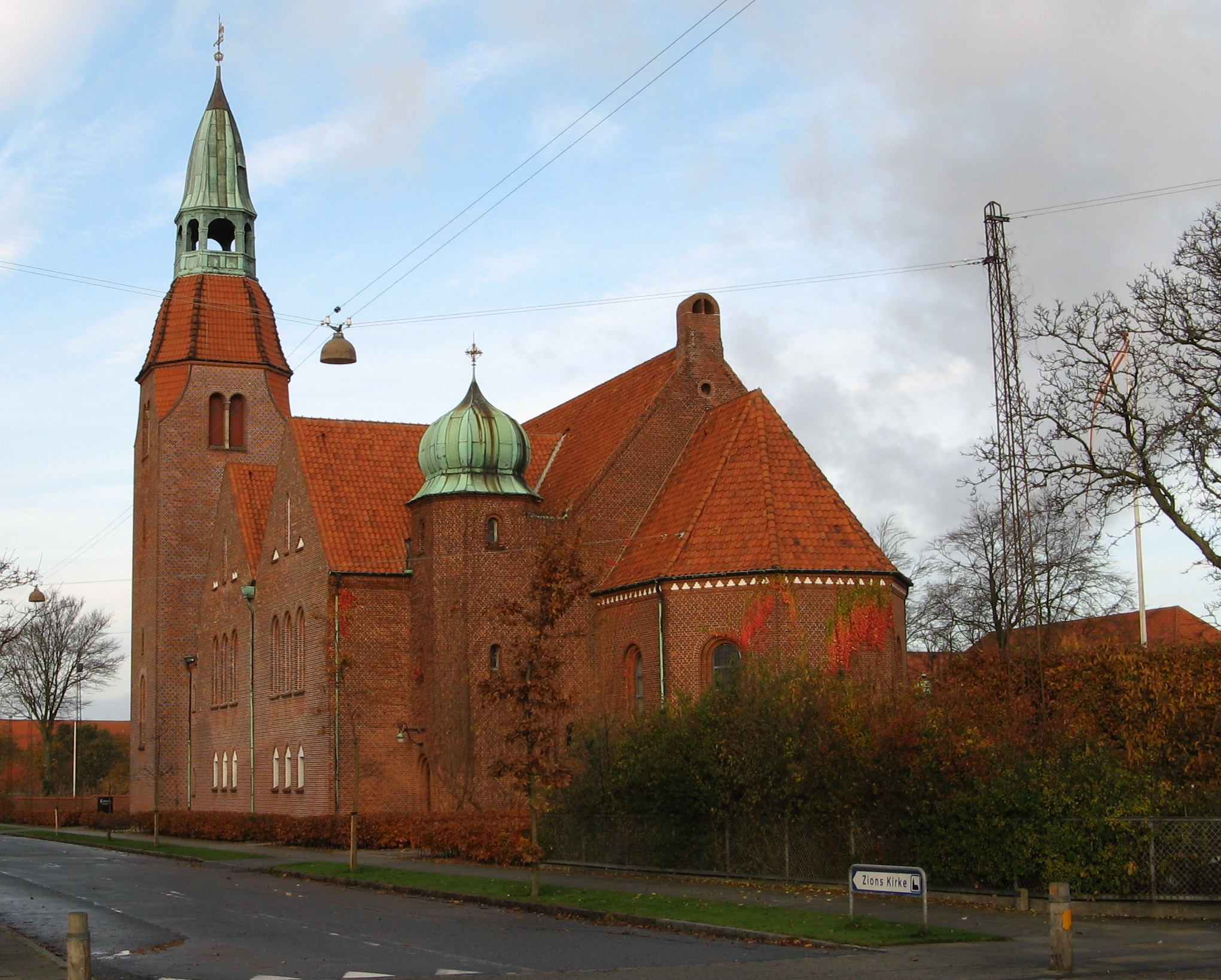
Zions Kirke

Von den 71.921 Einwohnern von Esbjerg leben 6757 im Kirchspiel (Stand:1. Januar 2023). Im Kirchspiel liegt die Kirche „Zions kirke“, die am 11. Oktober 1914 eingeweiht wurde. Die Gemeinde entstand 1912 durch Abspaltung vom Kirchspiel Jerne.
Nachbargemeinden sind im Nordwesten Treenigheds (dt.: Dreieinigkeit), im Norden Vor Frelsers (dt.: Unser Heiland) und im Nordosten Grundtvigs.